# إبراهيم الدغمة
إبراهيم محمد حمدان الدغمة (1932 - 10 فبراير 2022) محامي فلسطيني، شغل منصب رئيس ديوان الفتوى والتشريع الفلسطيني ولاحقًا وزير وزارة العدل الفلسطينية في حكومة ياسر عرفات الرابعة.

## الحياة العملية
- في 2 أغسطس 1994، عُين رئيسًا لديون الفتوى والتشريع وبدرجة وكيل وزارة.[1]
- في 1 يناير 1996، كُلف بالقيام بأعمال وصلاحيات وزير العدل أثناء غيابه مع احتفاظه بمنصبه رئيسًا لديوان الفتوى والتشريع.[2]
- في 6 أكتوبر 1996، عُين عضوًا في لجنة للإشراف على سُلطة النقد الفلسطينية.[3]
- في 7 أكتوبر 2001، عُين عضوًا في مجلس أمناء جامعة الأقصى.[4]
- في 13 يونيو 2002، عُين وزيرًا للعدل ضمن حكومة ياسر عرفات الرابعة واستمر بالمنصب حتى 29 أكتوبر 2002.[5]
- في 13 فبراير 2006، أُحيل من منصبه رئيسًا لديوان الفتوى والتشريع إلى التقاعد لبلوغه السن القانوني.[6]
- في 31 أكتوبر 2013، أُحيل إلى التقاعد من منصبه مستشارًا للرئيس محمود عباس.[7]